# Muriel ou le Temps d'un retour
Pour plus de détails, voir Fiche technique et Distribution.
Muriel ou le Temps d'un retour est un film franco-italien réalisé par Alain Resnais, sorti en 1963.

## Synopsis
Septembre 1962. Hélène Aughain, femme au début de la quarantaine et antiquaire à domicile, vit à Boulogne-sur-Mer avec Bernard Aughain, son beau-fils qui revient d'Algérie. Elle fait revenir son amour de jeunesse, Alphonse Noyard, un homme dissimulateur, charmeur et habile. Il arrive accompagné d'une jeune femme, Françoise, actrice débutante, qu'il fait passer pour sa nièce. Hélène les accueille et la cohabitation des membres du groupe va s'avérer source de tensions : rémanence des histoires propres à chacun, résolution du passé et amours contrariées. 

## Fiche technique
- Titre original : Muriel ou le Temps d'un retour
- Réalisation : Alain Resnais
- Assistant réalisateur : Pierre Grunstein, Florence Malraux et Jean Léon
- Scénario : Jean Cayrol
- Photographie : Sacha Vierny
- Cadreur : Philippe Brun
- Montage : Kenout Peltier et Éric Pluet
- Musique : Hans Werner Henze chantée par Rita Streich
- Décors : Jacques Saulnier et Charles Mérangel
- Costumes : Lucilia Mussini
- Son : Antoine Bonfanti
- Perchman : Jean Gaudelet
- Maquillage : Alexandre Marcus et Éliane Marcus
- Scripte : Sylvette Baudrot
- Photographe de plateau : Liliane de Kermadec
- Producteur délégué : Anatole Dauman
- Directeur de production : Philippe Dussart
- Sociétés de production : Argos Films, Alpha Productions, Éclair, Les Films de la Pléiade (Paris), Dear Films (Rome)
- Société de distribution : Les Artistes Associés
- Pays de production :  France |  Italie
- Langue : Français
- Tournage : du 5 novembre 1962 au 5 janvier 1963 à Boulogne-sur-Mer
- Format : Couleur (Eastmancolor) — 35 mm — 1,66:1 — Son : Mono
- Genre : Film dramatique
- Durée : 117 minutes (1 h 57)
- Dates de sortie : 
  - France : 3 octobre 1963

## Distribution
- Delphine Seyrig : Hélène Aughain
- Jean-Pierre Kérien : Alphonse Noyard
- Jean-Baptiste Thierrée : Bernard Aughain
- Nita Klein : Françoise
- Claude Sainval : Roland de Smoke
- Laurence Badie : Claudie
- Jean Champion : Ernest Choisy
- Jean Dasté : l'homme à la chèvre
- Martine Vatel : Marie-Dominique
- Nelly Borgeaud : la femme du couple d'acheteurs
- Philippe Laudenbach : Robert
- Gérard Lorin : Marc
- Françoise Bertin : Simone
- Julien Verdier : l'homme de la grange
- Jean-Jacques Lagarde : l'employé du casino
- Laure Paillette : la cliente dans la rue
- Yves Vincent : l'homme du couple d'acheteurs
- Yves Peneau
- Catherine de Seynes : Angèle
- Gaston Joly : Antoine, le tailleur
- Wanda Kérien : la cliente
- Robert Bordenave : le croupier
- Paul Chevallier
- Éliane Chevet

## Analyse
Muriel ou le temps d'un retour est un des rares films d'Alain Resnais à l'exposition linéaire : le long-métrage débute le soir du samedi 29 septembre 1962 et s'achève quinze jours plus tard, le dimanche 14 octobre.

## À noter
Le film est diffusé, à Boulogne-sur-Mer, le 22 octobre 1963 au cinéma VOG rue Coquelin, en présence d'Alain Resnais et rediffusé le 6 octobre 2023 aux Stars.